# Зигмунт Гендель
Зигмунт Гендель (пол. Zygmunt Hendel, 25 квітня 1862, Краків — 28 березня 1929, там само) — польський архітектор, реставратор.

## Біографія
Народився у Кракові. 1879 року закінчив середню школу там же. Навчався архітектури у Віденській політехніці до 1885, після чого поступив до Віденської академії мистецтв. Відбував практику в бюро Тадеуша Стриєнського. Отримав стипендію фонду ім. Й. Ледоховської, яка дозволила 1889 року виїхати на три роки до Парижа, де навчався в Академії мистецтв та Школі декоративного мистецтва. Подорожував по Франції, Бельгії, Голландії, Німеччині, Північній Італії. Викладав у Краківській школі мистецтв. У 1892—1895 роках керував столярсько-слюсарською школою ім. Гірша у Кракові. Іменований міським архітектором Кракова. Очолював львівську Промислову школу (після Зиґмунта Ґорґолевського).
У 1902—1911 роках був членом Політехнічного товариства у Львові. Член Краківського технічного товариства. На початку грудня 1908 року у складі делегації товариства брав участь у Першому з'їзді делегатів польських архітектурних кіл у Кракові.
У 1880—1910-х роках входив до складу комісії, яка наглядала за реставрацією львівського домініканського монастиря. Представляв у комісії інтереси конвенту. У серпні 1904 року приїздив до Вільна, де досліджував костел святого Михаїла, рештки верхнього замку і троцькі замки. Видав брошуру «Замки на Троцькому озері» (Zamki na Trockim jeziorze). Протягом 1905—1914 років очолював реставрацію Вавельського замку і катедри. Член журі конкурсів проєктів каплиці біля озера Морське Око в Татрах (1908), готелю «Брістоль» у Кракові (1912), фасадів Національного музею на Вавелі (1912), будівлі Каси хворих у Кракові (1925). 1910 року експонував проєкт костелу і палацу в Плазі на виставці польських архітекторів у Львові.
Публікував статті про архітектуру в часописі «Architekt» та інших. Зокрема його праця «Kościół św. Idziego» вийшла у складі серії «Biblioteka Krakowska», а стаття «Resztki murów romańskich kościoła św. Jana w Krakowie» — у щорічнику «Rocznik Krakowski». Рисунки Генделя публікувались у серії Славомира Одживольського «Пам'ятки мистецького промислу в Польщі», яка видавалась у Кракові («Zabytki przemysłu artystycznego w Polsce», протягом 1891—1893 років вийшло 6 зошитів).
Помер у Кракові, похований на Раковицькому цвинтарі у родинному гробівці, поле № 2. Частина проектів за 1890—1920 роки зберігається в музеї на Вавелі.
Роботи

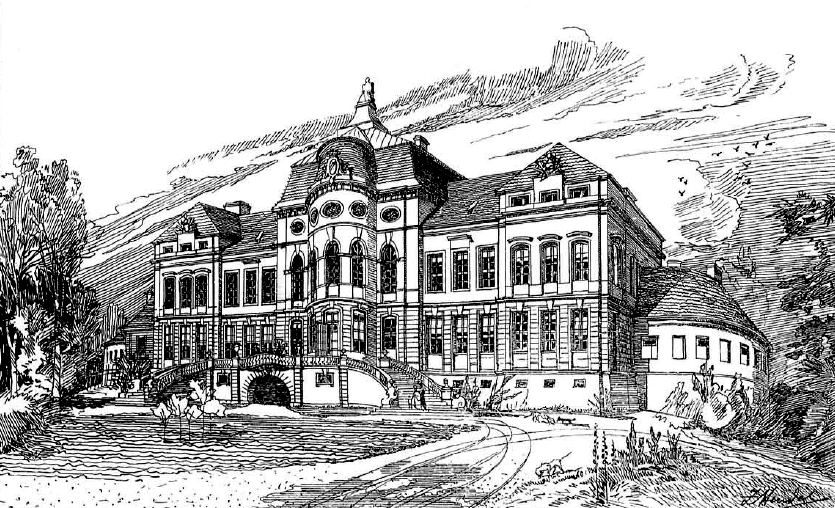
Проєкт перебудови палацу в Рогалині

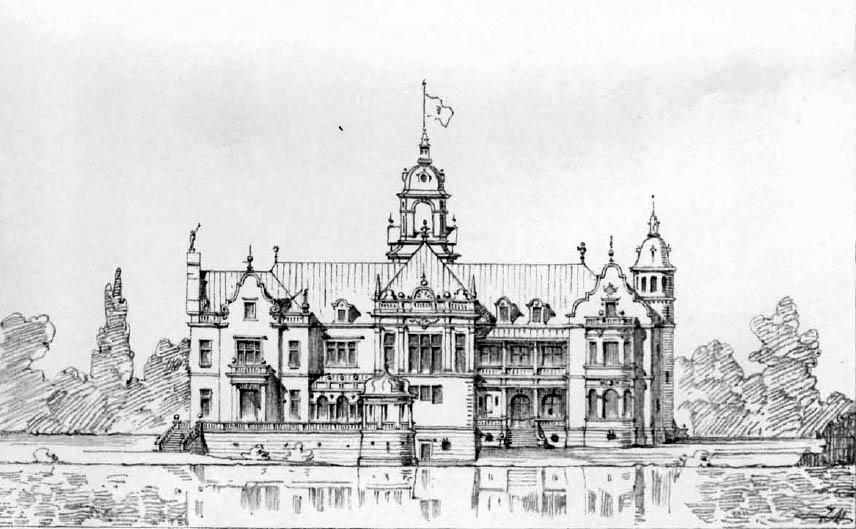
Проєкт палацу у Сколишині

- Реставрація монастирського комплексу домініканців у Кракові. Зокрема було повернуто первинний вигляд каплицям Мишковських та Любомирських, відкрито готичні та романські елементи.[10]
- Відновлення саду при костелі св. Барбари на пл. Малий ринок, 9 у Кракові.[10]
- Укріплення мурів при Флоріанській брамі у Кракові.[10]
- Музей Чарторийських на вулиці св. Яна 19—21 у Кракові.
- Реставрація будинку у Львові на вулиці Бляхарській (тепер вулиця Федорова, 19, не збережений).
- Реставрація костелу Святого Хреста у Кракові (1896, спільно з Тадеушем Стриєнським)[14].
- Нереалізований проєкт палацу у Сколишині (до 1902).[15]
- Кам'яний вівтар у крипті костелу бернардинців у Кристинополі (тепер Шептицький). Виготовлений до 1902 року. Каменярські роботи виконала фірма Бронішевського, бронзове розп'яття і ліхтарі — майстерня Копачинського у Кракові. Проєкт декорування стін не реалізовано.[16]
- Костел святого Йосипа в селі Старомєсцє (тепер дільниця Ряшева). Проєкт виконано до 1902 року.[17]
- Реставрація двох кам'яниць напроти катедри на Вавелі у Кракові для потреб Катедрального музею. Реалізована у 1905—1906 роках будівельною фірмою Пйотра Козловського. При реставрації збережено автентичні елементи XV, XVI i XVII століть.[18]
- Мурована каплиця в Сянках, використовувалась як мавзолей Строїнських (1903—1907).[19]
- Проєкт упорядкування території навколо пам'ятника Міцкевичу у Львові (1909).
- Проєкт органу для домініканського костелу в Тернополі. Реалізований 1910 року фірмою Олександра Жебровського.[20]
- Проєкт перебудови костелу в Рудаві (до 1910).[21]
- Проєкт перебудови костелу в Кальварії Зебжидовській (до 1910, співавтор Едгар Ковач).[21]
- Проєкт реставрації костелу святого Войцеха у Кракові (1912).[22]
- Проєкт необарокового амвона для домініканського костелу у Львові. Створений у 1911 і роком пізніше затверджений. Згодом модифікований Совінським, реалізований до 1920 року. Нездійснений проєкт монстранції від 1912.[23]
- Проєкт оформлення зали-їдальні в палаці Адама Красінського у Варшаві, на розі вулиці Передмістя і вулиці Берга. Початково зала була оформлена у рококовому стилі. Проєкт не реалізовано.[24]
- Реставраційні роботи у Вавельській катедрі.
- Реставрація монастиря цистеріанців у Могілі.[10]
- Реставрація монастиря францисканців у Лежайську.[10]
- Реставрація костелу в селі Дембно Бжеського повіту.[10]
- Реставрація костелу в місті Богухвала Ряшівського повіту.[10]
- Реставрація костелу в селі Стари Вісніч.[10]
- Перебудова палацу в Рогалині.
- Реставрація Старої божниці у Кракові.
- Реставрація будинку XVIII століття поблизу костелу святого Егідія у Кракові.[25]
- Повітова ощадна каса на вулиці Піарській, 1 у Кракові.
- Проєкти виробів ужиткового мистецтва. Зокрема проєкт срібного пасторалу, врученого духовенством Краківської дієцезії єпископові А. Новакові (пасторал виготовлено Генриком Валдином).[10]
- Реставрація головного вівтаря домініканського костелу в Тарнобжегу.[26]

## Друковані праці
- Hendel Z. Kaplica zmarłych zwana «Ogrójcem» przy kościele św. Barbary w Krakowie // Sprawozdania Komisyi do Badania Historyi Sztuki w Polsce. — T. 5. — 1896.
- Hendel Z. Kościół św. Michała w Wilnie // Sprawozdanie i Wydawnictwo Wydziału Towarzystwa Opieki nad Polskimi Zabytkami Sztuki i Kultury za rok 1905. — Kraków: Wyd. L. Anczyc i Sp., 1905.
- Hendel Z. Zamki na Trockim jeziorze. — Kraków: Druk. W. L. Anczyca i Spółki, 1905.
- Hendel Z., Kopera F. Resztki murów romańskich w kościele św. Jana w Krakowie // Rocznik Krakowski. — 1907. — T. 9.
- Hendel Z., Kopera F. Kościól św. Idziego w Krakowie. — Kraków: Drukarnia «Czasu», 1905. — (Biblioteka Krakowska; № 29).
- Hendel Z., Seruga J. Kościół Narodzenia Najświętszej Marii Panny w Łapczycy. — Prace Komisji Historii Sztuki. — 1919. — Z. 1. — S. 31–62.